# Pereira Barreto (kommun)
Pereira Barreto är en kommun i Brasilien.   Den ligger i delstaten São Paulo, i den södra delen av landet, 600 km sydväst om huvudstaden Brasília. Antalet invånare är 24 959.
Följande samhällen finns i Pereira Barreto:
- Pereira Barreto

Omgivningarna runt Pereira Barreto är en mosaik av jordbruksmark och naturlig växtlighet. Runt Pereira Barreto är det ganska glesbefolkat, med 32 invånare per kvadratkilometer.